# Dypsis madagascariensis
Dypsis madagascariensis (Becc.) Beentje & J.Dransf., 1995 è una pianta della famiglia delle Arecacee, endemica del Madagascar.